# بيلي هارت
بيلي هارت (بالإنجليزية: Billy Hart)‏ هو لاعب كرة قاعدة أمريكي، ولد في 16 مايو 1866 في بالميرا في الولايات المتحدة، وتوفي في 14 مايو 1944 في هانيبال في الولايات المتحدة.

## وصلات خارجية
- بيلي هارت على موقعبيزبول رفرنس.كوم (الدوري الرئيسي) (الإنجليزية)
- بيلي هارت على موقعبيزبول رفرنس.كوم (الدوري الثانوي) (الإنجليزية)